# Mariusz Witecki
Mariusz Witecki (ur. 10 maja 1981 w Kielcach) – polski kolarz szosowy, mistrz Polski ze startu wspólnego (2006).

## Życiorys
Kolarstwo zaczął uprawiać klubie Cyklo Korona Kielce w 1993. Od 1996 był uczniem Szkoły Mistrzostwa Sportowego w Żyrardowie, gdzie jego trenerem był m.in. Jerzy Świnoga. Po jej ukończeniu, w latach 2000-2003 ścigał się we francuskich grupach PSF Niort (2000-2001) i CC Nogent Sur-Oise (2002-2003). Następnie powrócił do Polski i w sezonach 2004-2005 reprezentował barwy zespołu DHL-Author. 
W 2004 wygrał Memoriał Andrzeja Trochanowskiego, a także był najlepszy w końcowej klasyfikacji Pucharu Polski i klasyfikacji górskiej Wyścigu Solidarności i Olimpijczyków. W 2006 występował w drużynie Intel-Action. Osiągnął wówczas swój największy sukces w karierze, zdobywając mistrzostwo Polski w wyścigu szosowym ze startu wspólnego. Kolejny sezon spędził zespole w austriackim zespole Team Volksbank, a w latach 2008–2010 ponownie występował w barwach swojej poprzedniej grupy, startującej tym razem pod nazwą Mróz-Action-Uniqa (w 2010 jako Mróz-Active Jet). Jako zawodnik tego zespołu zwyciężył w Pucharze Uzdrowisk Karpackich (2008), wyścigu Szlakiem Grodów Piastowskich (2009) i Memoriale Henryka Łasaka (2010). W 2010 został również wicemistrzem Polski w wyścigu szosowym ze startu wspólnego. W sezonie 2011 jeździł w drużynie CCC Polsat Polkowice, a w 2012 w Bank BGŻ Team. W barwach tego ostatniego zespołu zwyciężył w 2012 w Wyścigu Solidarności i Olimpijczyków. Od 2014 do 2016 w składzie grupy Domin Sport.
Od 2017 jest dyrektorem sportowym drużyny Voster ATS Team.